# Victor Bruce (pilote)
Pour les articles homonymes, voir Victor Bruce et Bruce.
L'honorable Victor Austin Bruce, deuxième fils du baron Aberdare, né le 8 avril 1897 et décédé en 1978, était un pilote de rallyes et d'endurance écossais, employé de la firme AC Cars Group Ltd.

## Biographie
Il reçut une éducation supérieure au collège agricole de Wye, dans le Kent.
Durant la Première Guerre mondiale, sa participation aux combats lui permit d'obtenir le grade de second lieutenant dans les Royal Marines.
Il effectua quelques courses sur le circuit de Brooklands, finissant huitième des 6 Heures de Brooklands en 1927 sur AC et douzième des 2x12 Heures de Brooklands en 1930 sur Alvis Silver Eagle avec son épouse. Il participa même en France aux 24 Heures du Mans 1925 avec John A. Joyce, et la même année à la Coupe Georges Boillot.
Ce conducteur automobile fut en fait surtout connu comme étant l'époux de Mildred, Mary, Easter Petre (dite l'Honorable Mrs. Victor Bruce (1896-1990)), "l'As" de l'aviation féminine sur Blackburn Bluebird B-AGDS (première femme à accomplir le tour du monde en avion à cockpit ouvert, par un périple avec escales, du 25 septembre 1930 au 20 février 1931), qui fut aussi détentrice du record du monde de vitesse motocyclisme en 1911 (60 km/h, à 15 ans à peine), du record de la traversée de La Manche en bateau (à bord du Snotty), victorieuse dans la Coupe des Dames du rallye Monte-Carlo en 1927 (sixième au général) et copilote au côté de son mari toujours vers la fin des années 1920 au cours de plusieurs randonnées automobiles à travers l'Europe, les conduisant notamment à 400 kilomètres au nord du cercle polaire arctique en juillet 1927, après une virée en Tunisie et au Maroc en février de la même année.
Mrs. Bruce rédigea entre 1927 et 1930 trois ouvrages relatant leurs pérégrinations automobiles communes.
Les époux Bruce, mariés en février 1926 peu après leur victoire monégasque, étaient propriétaires principalement de la compagnie d'aviation Air Dispatch Ltd. entre 1934 et 1947, mais aussi de celle d'Air Hire Ltd.. Après leur divorce en 1941 (sans enfant, Mildred ayant déjà eu un fils en 1920), Victor Bruce épousa en secondes noces Margaret Beechey le 19 juin de la même année, qui lui donna deux filles et un garçon, entre 1943 et 1948.

## Palmarès

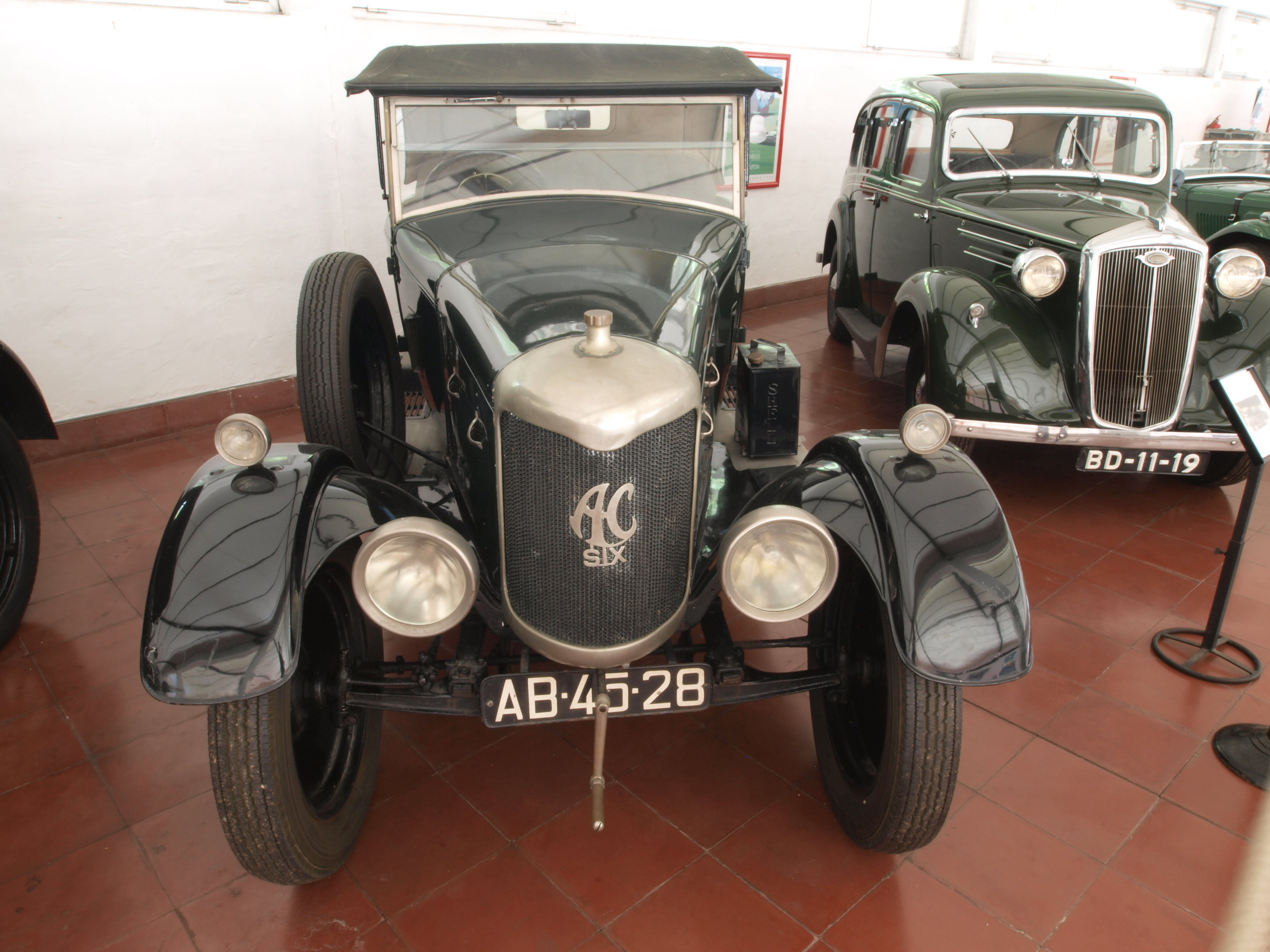
Une A.C. Six 8HP 2L. Tourer (ici de 1927).

- Premier britannique vainqueur du rallye Monte-Carlo, en 1926 sur Bristol AC Tourer 2 Litre 6 cylindres (fabriquée par Auto Carriers Ltd., départ de John O'Groats), accompagné de son épouse et de William "Bill" J. Brunell[4]
- Record mondial d'endurance sur 10 jours en 1927, avec Mildred Bruce et John A. Joyce, sur l'anneau de  Montlhéry avec une AC Six (Mrs. Bruce détenant également trois autres records mondiaux d'endurance à Monthléry, lors des 24 Heures de course de 1929).